# Донець Андрій Анатолійович
Андрій Анато́лійович Доне́ць (нар. 3 січня 1981, Волочиськ, Хмельницька область) — український футболіст, у 2016-2019 роках — головний тренер футбольного клубу «Агробізнес» з Волочиська.

## Біографія

### Футбольна кар'єра
Почав займатися футболом в шість років. Виступав за клуби «Збруч» (Волочиськ) і клуб аматорського чемпіонату «Нива-Текстильник» з Дунаївців. У 1999 році потрапив до львівських «Карпат». В Вищій лізі дебютував 18 березня 2000 року в матчі проти маріупольського «Металурга» (1:0), Донець вийшов на 85 хвилині замість Любомира Вовчука. В основному Донець виступав за «Карпати-2», в яких провів 99 матчів у Другій і Першій лізі України, також зіграв 2 матчі в Кубку України. За основу «Карпат» Андрій провів 29 матчів у Вищій та Першій лізі, в Кубку України провів 6 матчів і забив 1 гол. У 2005 році виступав за луцьку «Волинь», після грав за румунський клуб УТА з міста Арада, потім знову за «Волинь».
Влітку 2007 року перейшов до ужгородського «Закарпаття». У сезоні 2007/08 у Вищій лізі провів 19 матчів і забив 1 гол і 1 матч у Кубку України. У липні 2008 року підписав дворічний контракт з сімферопольською «Таврією». Влітку 2008 року провів 2 матчі в Кубку Інтертото проти «Тирасполя» і «Ренна». У команді в Прем'єр-лізі дебютував 10 серпня 2008 року в матчі проти запорізького «Металурга» (1:0). У липні 2009 року був відданий в оренду ужгородському «Закарпаттю».
У складі «Закарпаття» провів півроку і зіграв 13 матчів у чемпіонаті України та 1 матч у Кубку України. На початку 2010 року повернувся в розташування «Таврії». У другій половині сезону 2009/10 Донець зіграв всього в одному матчі. 4 липня 2010 в матчі за Суперкубок України 2010 року проти донецького «Шахтаря» (7:1), Донець залишився на лавці запасних, так і не вийшовши на поле.
У сезоні 2010/11 Донець зіграв 14 матчів і забив 1 гол в чемпіонаті, «Таврія» посіла 7 місце і за різницею забитих і пропущених м'ячів поступилася місцем у Ліги Європи полтавській «Ворсклі». Наприкінці квітня 2011 року тодішній головний тренер команди Валерій Петров перевів його в дублюючий склад. У травні 2011 року у Андрія закінчився контракт і він залишив розташування клубу в статусі вільного агента.
23 червня 2011 року підписав дворічний контракт з одеським «Чорноморцем», який вийшов у Прем'єр-лігу України, проте провівши лише один сезон контракт з футболістом було розірвано.
У серпні 2012 року на правах вільного агента підписав контракт з першоліговою «Буковиною» з міста Чернівців. Влітку 2013 перебрався в тернопільську «Ниву», де Андрій був капітаном команди.
З 2016 року очолював клуб «Агробізнес» (спочатку аматорський, потім професійний), в якому і грав.

### Особисте життя
Одружений, виховуює сина і 2 дочки. Улюблений футбольний клуб Андрія — лондонський «Арсенал», улюблена страва — шашлик.

### Досягнення

#### Як гравця
- Чемпіон України серед аматорів (1): 2016/17.
- Віце-чемпіон України серед аматорів (1): 2016.

#### Як тренера
- Чемпіон України серед аматорів (1): 2016/17.
- Віце-чемпіон України серед аматорів (1): 2016.